# نیو-تونگ
نیو-تونگ (به هلندی: Nieuwe-Tonge) یک منطقهٔ مسکونی در هلند است که در خوری-افرفلاکی واقع شده‌است. نیو-تونگ ۲٬۵۱۰ نفر جمعیت دارد.